# Gesamtanlage Altstadt Sulzburg

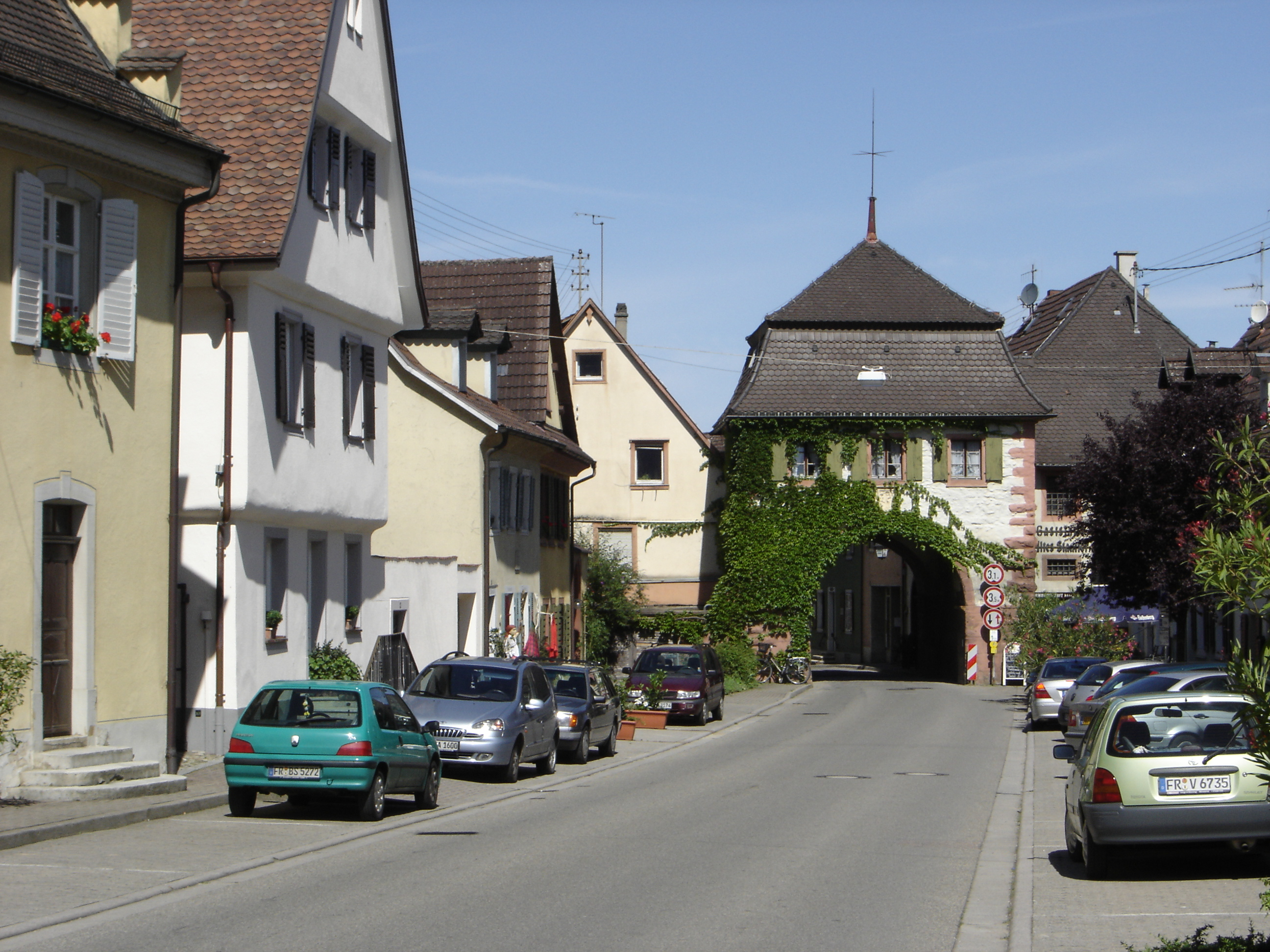
Stadttor in Sulzburg

Die Gesamtanlage Altstadt Sulzburg ist ein denkmalgeschütztes Ensemble in Sulzburg im Landkreis Breisgau-Hochschwarzwald in Baden-Württemberg.  Geschützt ist seit 1963. der historische Stadtgrundriss der ehemaligen Residenzstadt der Markgrafen von Baden und Baden-Durlach.

## Allgemeines
Gesamtanlagen schützen gemäß § 19 Denkmalschutzgesetz Baden-Württemberg Straßen-, Platz- und Ortsbilder, an deren Erhaltung aus wissenschaftlichen, künstlerischen oder heimatgeschichtlichen Gründen ein besonderes öffentliches Interesse besteht. Geschützt ist das überlieferte Erscheinungsbild der Gesamtanlage mit seinen Bestandteilen und Merkmalen. Neben Bauwerken zählen dazu auch Straßen- und Platzräume oder Grün- und Freiflächen. Schützenswert können außerdem die topographische Lage, der Ortsgrundriss oder eine Stadtsilhouette sein. Der Gesamtanlagenschutz umfasst bei Gebäuden nur die von außen sichtbaren Teile; bei Kulturdenkmalen innerhalb der Gesamtanlage, die zusätzlich nach anderen Bestimmungen des Gesetzes geschützt sind, ist darüber hinaus auch das Innere Gegenstand des Denkmalschutzes.

## Beschreibung
Die ehemalige Residenzstadt Sulzburg liegt in einem Taleinschnitt am Westrand des Hochschwarzwaldes. Der Stadtgrundriss überliefert die historische Dreiteilung in westlich vorgelagerte Vorstadt, Kernstadt mit dem einstigen Schlossbezirk und dem ehemaligen Klosterbezirk mit der ottonischen Kirche St. Cyriak nördlich des Sulzbachs zu Füßen des Schlossberges. Es sind die Grundzüge der Stadtanlage und der Stadtbefestigung aus dem 12.–14. Jahrhundert erhalten, sowie ein dichter historischer Baubestand des 18. bis späten 19. Jahrhunderts, in Teilen noch mit mittelalterlichen Keller- und Untergeschossen. Die historische Bau- und Raumstruktur sowie die kulturlandschaftliche Einbettung begründen die Qualität der Stadt als Gesamtanlage gemäß § 19 DSchG. An der Erhaltung besteht ein besonderes öffentliches Interesse.
Teile der Gesamtanlage Sulzburg:

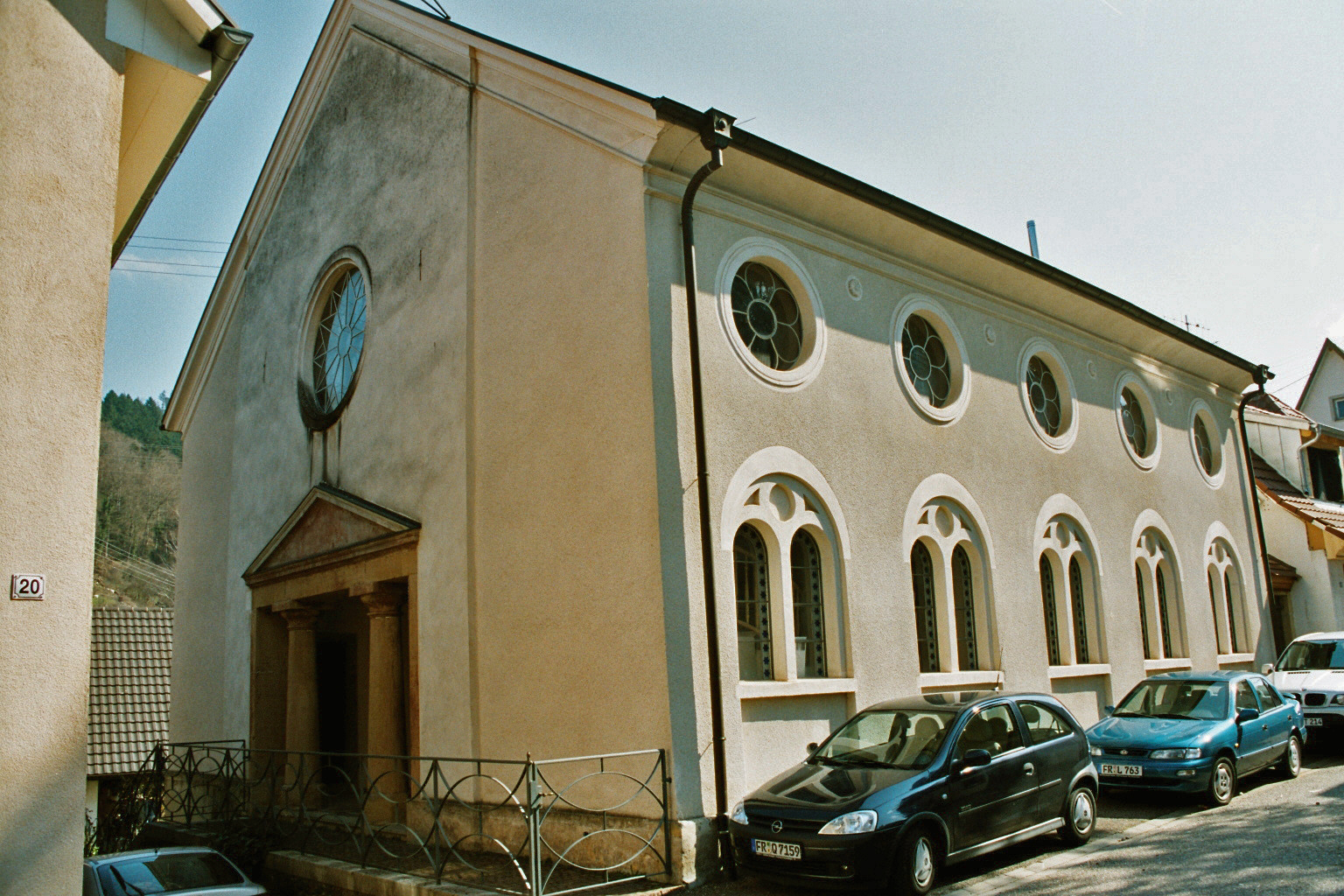
Synagoge Sulzburg
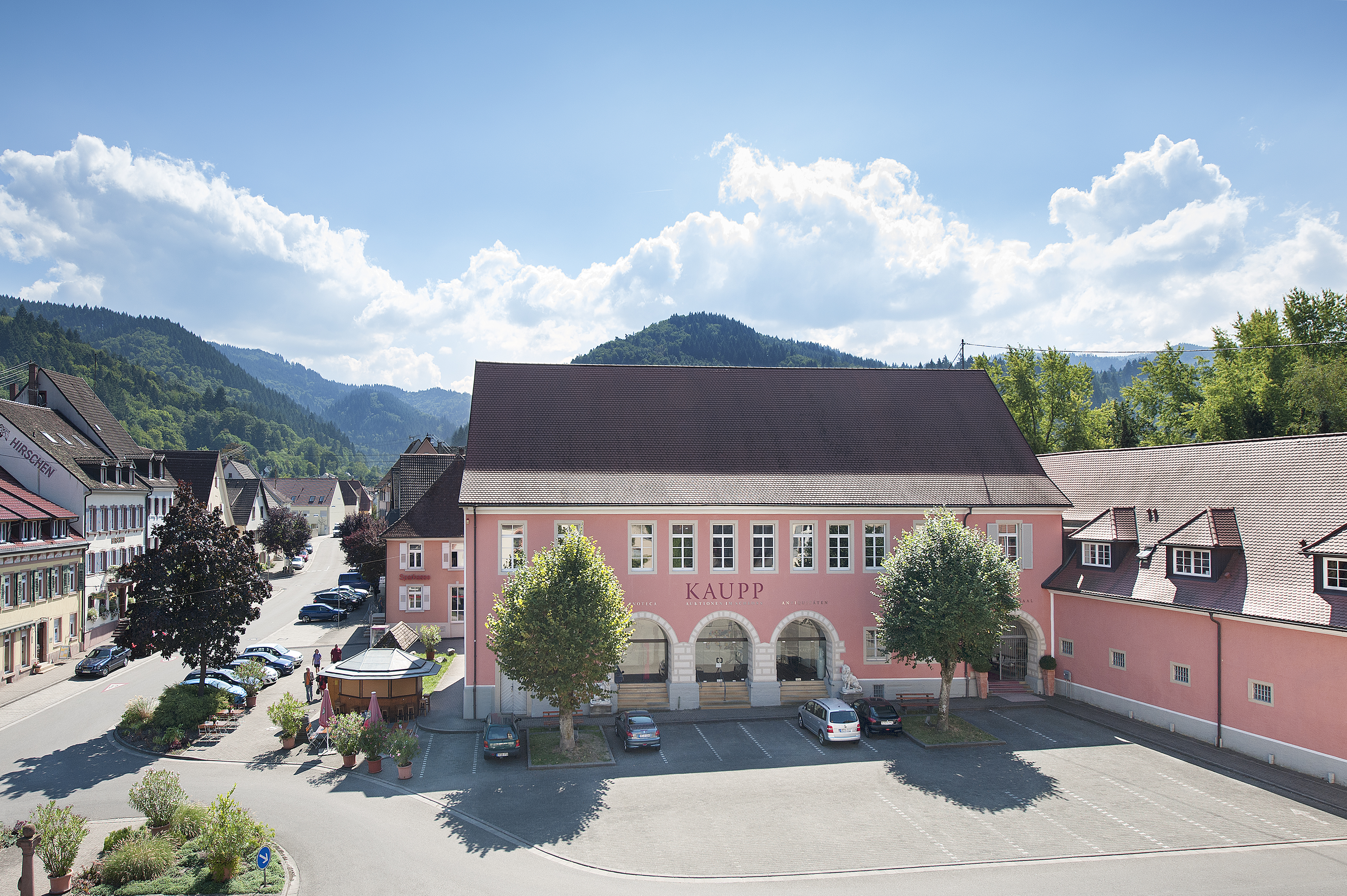
Schloss Sulzburg
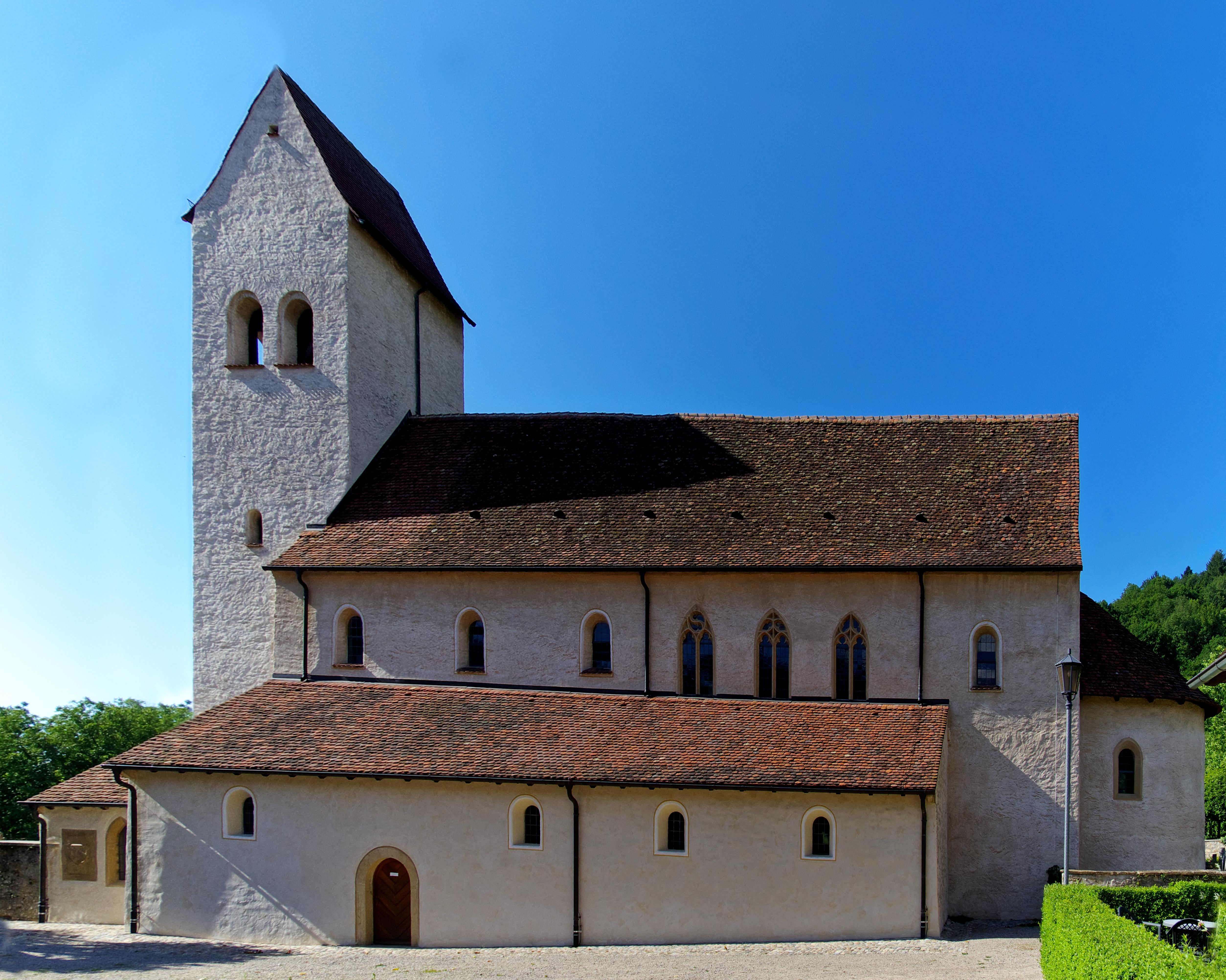
Pfarrkirche St. Cyriak